# Lista över svenska storregementen
Detta är en lista över svenska storregementen. Även regementen i dagens Finland finns uppräknade då de tillhörde Sverige före 1809. Storregementen eller landsregementen, organiserades av Gustav II Adolf i slutet av 1610-talet från de mindre enheterna fänika och fana som i olika delar av Sverige hade satts upp under Gustav Vasas tid:
- Norrlands storregemente
- Upplands storregemente
- Södermanlands storregemente
- Östergötlands storregemente
- Västergötlands storregemente
- Smålands storregemente
- Finlands storregemente
- Karelska storregementet
- Västra Finlands storregemente
- Mellersta Finlands storregemente
- Östra Finlands storregemente